# Sasanka pryskyřníkovitá
Sasanka pryskyřníkovitá (Anemone ranunculoides) je jedovatá rostlina z čeledi pryskyřníkovitých. Latinské rodové jméno je odvozeno od řeckého slova anemos = vítr, jelikož rostlina se i při slabém větru ohýbá a její okvětní lístky snadno opadávají.

## Morfologické znaky

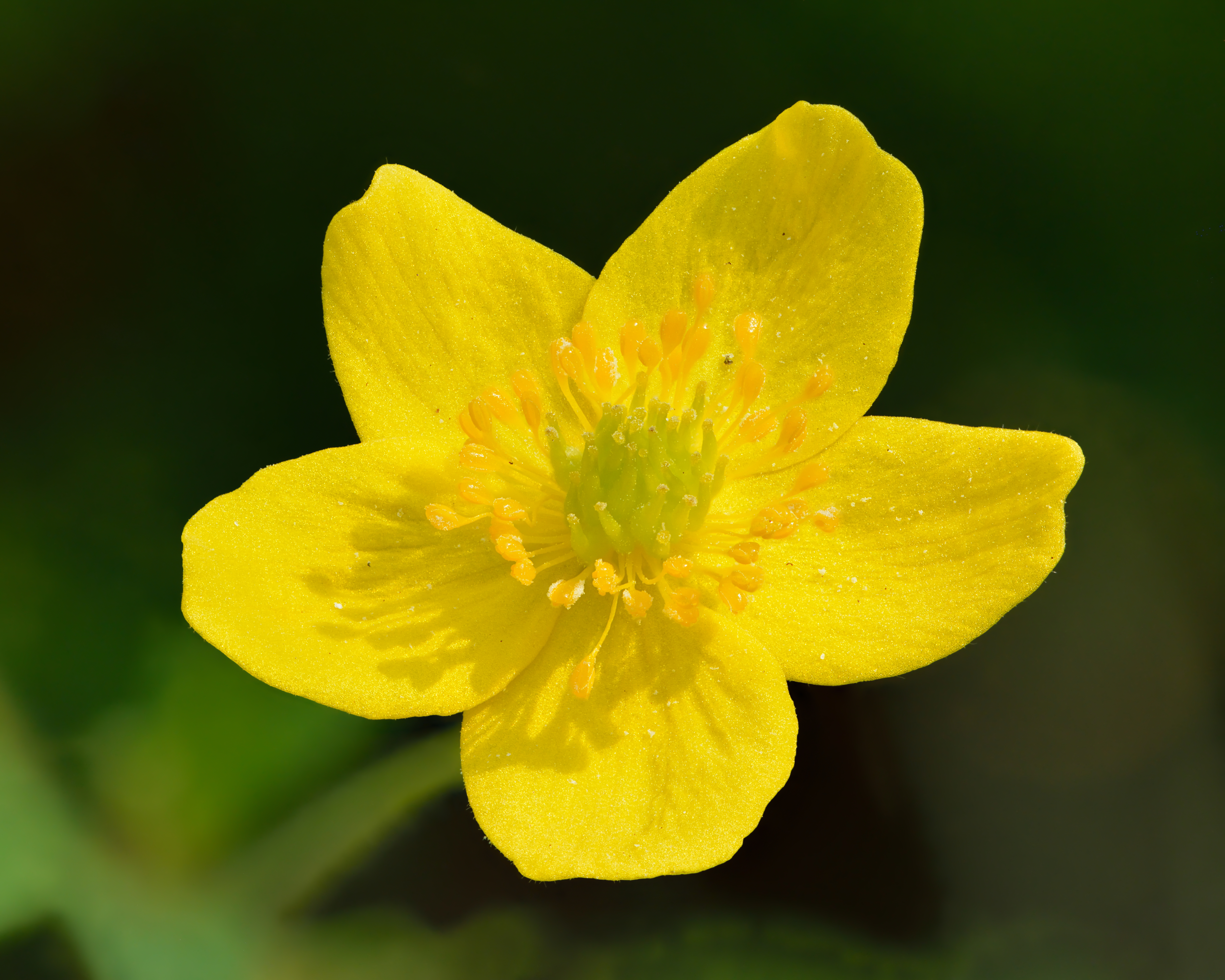
Květ

Oddenek je hnědý, šupinatý, s nestejně dlouhými a tlustými přírůstky. Obnovovací pupen je žlutavý.
Stonek je obvykle 10 – 25 cm dlouhý, lysý. Většinou se zde vyskytuje jeden přízemní list, nebo žádný.
Přízemní list je dlouze řapíkatý, řapík je většinou lysý. Čepel je 3-5četná s lístky na bázi klínovitými, v obrysu velmi úzce kosočtverečnými.
V horní čtvrtině stonku se vyskytuje přeslen řapíkatých listenů. Čepel je 3četná s úkrojky v obrysu podlouhlými, nepravidelně zastřihovaně pilovitými až peřenolaločnými, vzácně klanými, na bázi klínovitými, na okraji krátce brvitými.
Květní stopky jsou 1–5 cm dlouhé a huňaté.
Z listového přeslenu vyrůstají dva květy, často pouze jeden.
Květy jsou sytě žluté, 1-2,5 cm široké. Okvětních lístků bývá zpravidla 5, jsou stejnotvaré – široce podlouhle eliptické. Květ je oboupohlavný. Tyčinky jsou krátké (asi třetina délky okvětních lístků) a prašníky jsou žluté.

## Plod
Pestíky se za plodu mění ve 4–5 mm dlouhé, krátce chlupaté nažky, zakončené krátkým, prohnutým zobánkem.
Malé plody sasanky pryskyřníkovité mají výživný přívěsek, který nabízí potravu pro mravence, kteří na oplátku přispívají k rozšiřování rostliny.

## Výskyt
Sasanku pryskyřníkovitou můžeme nalézt v listnatých a smíšených lesích, vlhkých křovinách, na lesních loukách a pastvinách. S oblibou se vyskytuje na kyprých, humózních a spodní vodou provlhčených půdách. Vyskytuje se roztroušeně, avšak na místech výskytu často ve větších populacích.

## Obsahové látky
Čerstvě utržená rostlina je jedovatá. Obsahuje látky protoanemonin, kyseliny anemonovou, isoanemonovou a saponiny. V oddenku je dále obsažen arginin. Hlavní jedovatou látkou je protoanemonin. Otrava se projevuje zvracením, bolestmi břicha, průjmem, zánětem ledvin. Udává se, že smrtelná dávka pro dospělého člověka je asi 30 rostlin. Nebezpečný a zároveň více pravděpodobný je přenos jedovaté šťávy do očí. Vyvolává podráždění spojivek, může dojít i k zánětu. Při kontaktu s pokožkou vyvolává opět záněty, někdy puchýře.

## Rozšíření
V České republice se sasanka vyskytuje téměř všude. Dále hlavně ve střední Evropě, střední Itálii na severu až po jižní Skandinávii, na jihu až po sever Španělska, v Německu je spíše vzácná.
Sasanka pryskyřníkovitá má menší areál rozšíření než sasanka hajní a je také vzácnější.

## Variabilita
Je známo asi 40 druhů sasanek. Sasance pryskyřníkovité je nejblíže příbuzná sasanka hajní.[zdroj?]

## Synonyma
- sasanka žlutá
- Anemonoides ranunculoides (L.) Holub[6]
- Anemonanthea ranunculoides (L.) S.F.Gray
- Anemanthus ranunculoides (L.) Fourr.
- Anemone lutea Lam.
- Anemone flava Gilib.

## Galerie

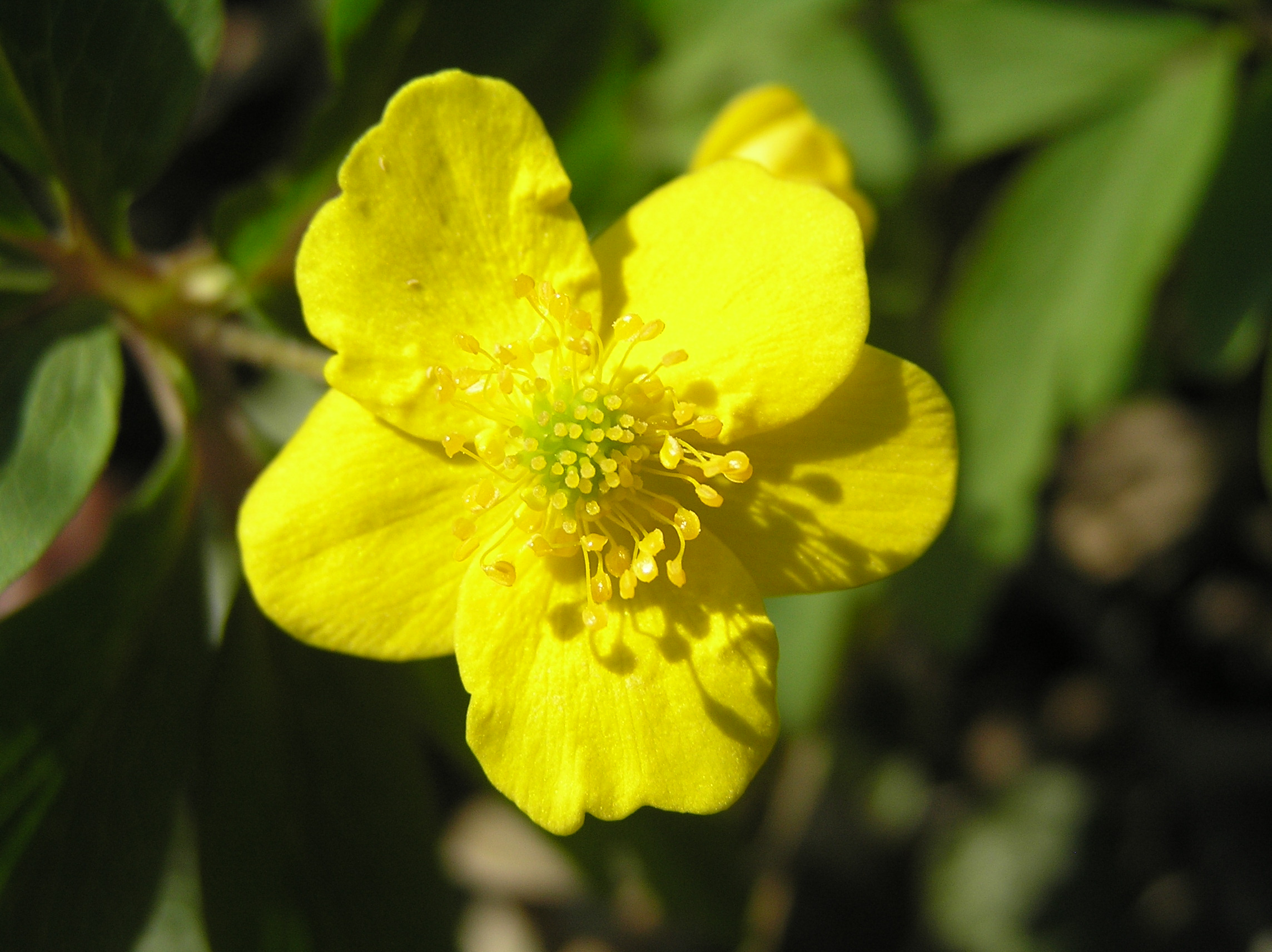
Detail květu
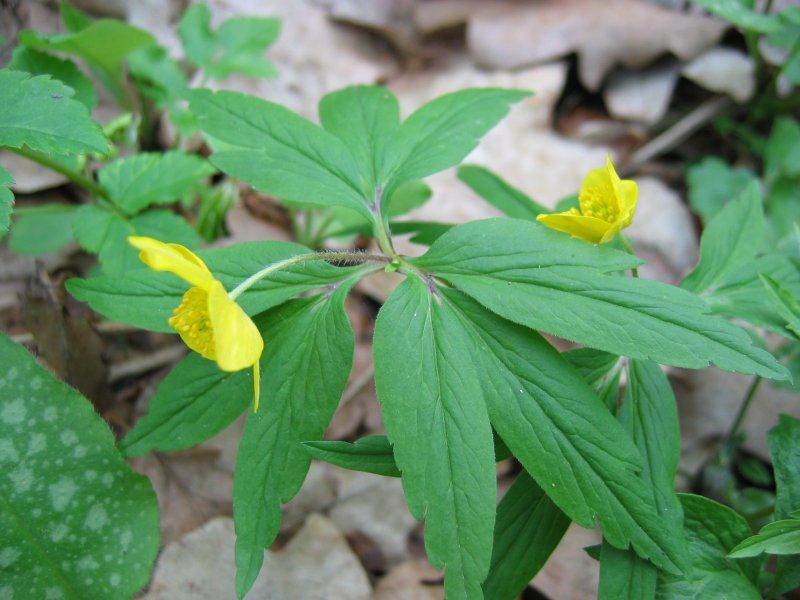
Detail listu
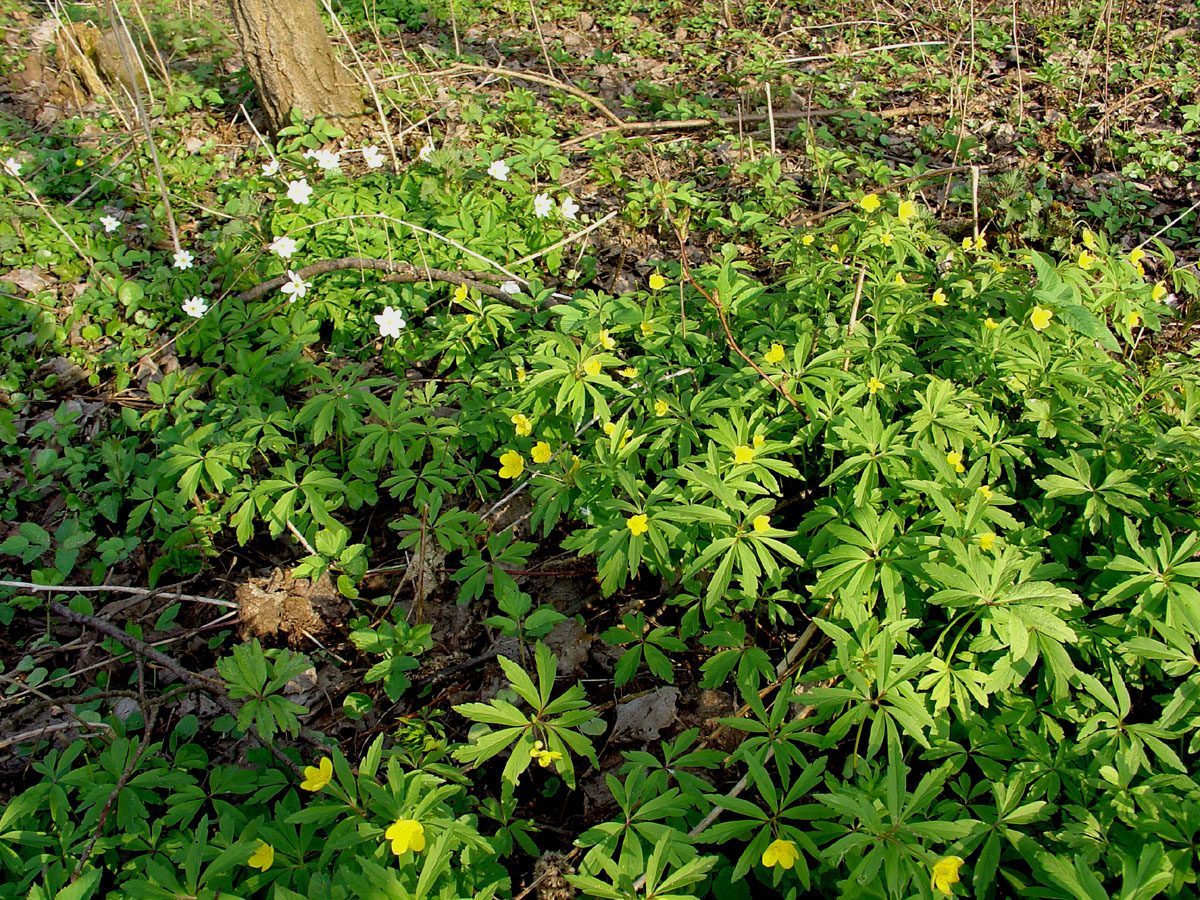
Typické místo výskytu
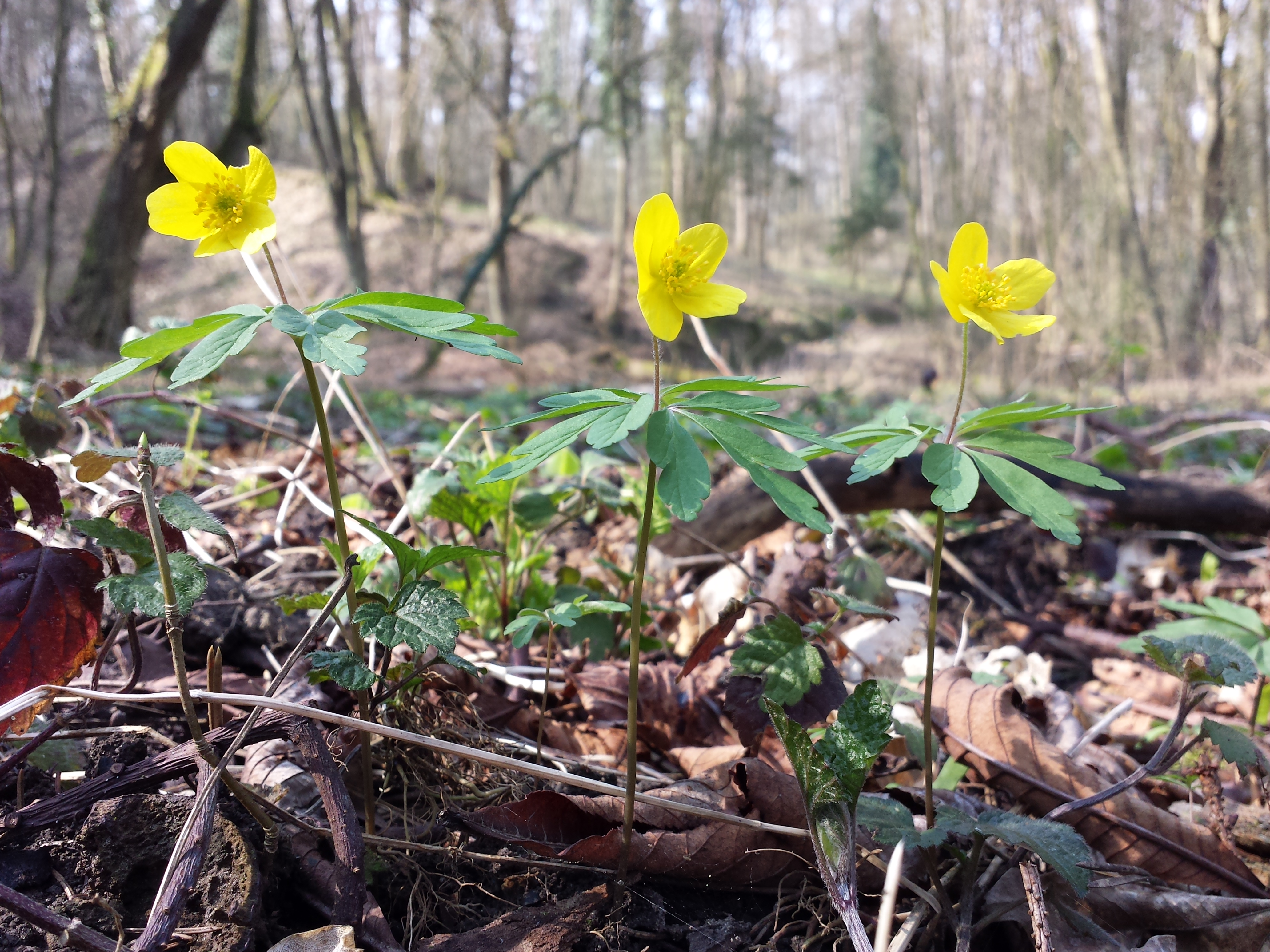
Detail rostliny a místo výskytu